# Lizinska de Mirbel
Lizinka Aimée Zoe de Mirbel, född 26 juli 1796 i Cherbourg, död 29 augusti 1849 i Paris, var en fransk konstnär. 
Hon är främst känd för sina miniatyrporträtt. 
Hon är representerad på Nationalmuseum i Stockholm.